# Ewa Brych-Pająk
Ewa Brych-Pająk (ur. 17 stycznia 1975) – polska lekkoatletka, specjalistka biegów długodystansowych, medalistka mistrzostw Polski.

## Kariera
Zdobyła wicemistrzostwo Polski w maratonie w 2010 i 2014 oraz brązowe medale w tej konkurencji w 2007 i 2009.
Zajmowała czołowe miejsca w wielu biegach maratońskich, m.in. zwyciężyła w maratonie w Poznaniu w 2007.
Rekordy życiowe::
| Konkurencja         | Data i miejsce               | Wynik    |
| ------------------- | ---------------------------- | -------- |
| bieg na 5000 metrów | 15 maja 2005, Częstochowa    | 17:51,28 |
| półmaraton          | 9 września 2007, Piła        | 1:16:10  |
| maraton             | 12 października 2008, Poznań | 2:39:05  |